# True Romance
True Romance är en amerikansk romantisk-action från 1993, regisserad av Tony Scott och skriven av Quentin Tarantino.

## Handling
Clarence Worley (Slater) är en Elvis-dyrkare, Kung fu-filmsexpert och serietidnings-försäljare i Detroit. En kväll på en biograf möter han den prostituerade Alabama Whitman (Arquette) och de blir genast förälskade i varandra. De gifter sig och Clarence mördar Alabamas hallick, Drexl Spivey. Med sig får han också en väska fullproppad med kokain, som dessvärre tillhör maffian. Clarence och Alabama reser till Hollywood för att försöka få knarket sålt, samtidigt som de blir jagade av maffian och polisen.

## Om filmen
Quentin Tarantino sålde manuset till den här filmen så han kunde få pengar för att göra De hänsynslösa.

## Rollista (i urval)
| Christian Slater   | – Clarence Worley        |
| Patricia Arquette  | – Alabama Whitman        |
| Michael Rapaport   | – Dick Ritchie           |
| Bronson Pinchot    | – Elliot Blitzer         |
| Saul Rubinek       | – Lee Donowitz           |
| Dennis Hopper      | – Clifford Worley        |
| James Gandolfini   | – Virgil                 |
| Gary Oldman        | – Drexl Spivey           |
| Christopher Walken | – Vincenzo Coccotti      |
| Chris Penn         | – Nicky Dimes            |
| Tom Sizemore       | – Cody Nicholson         |
| Michael Beach      | – Wurlitzer              |
| Brad Pitt          | – Floyd                  |
| Val Kilmer         | – Mentor                 |
| Samuel L. Jackson  | – Big Don                |
| Conchata Ferrell   | – Mary Louise Ravencroft |
| Paul Bates         | – Marty                  |
| Victor Argo        | – Lenny                  |
| Frank Adonis       | – Frankie                |
| Kevin Corrigan     | – Marvin                 |
| Paul Ben-Victor    | – Luca                   |

Flera av skådespelarna i den här filmen arbetade senare med Quentin Tarantino och Tarantino-relaterade projekt; Samuel L. Jackson gjordes till stjärna av Tarantino i Pulp Fiction som också Christopher Walken och Patricia Arquettes syster Rosanna Arquette var med i, han var även med i Jackie Brown, Django Unchained och The Hateful Eight. Brad Pitt hade roller i Inglourious Basterds och Once upon a time in Hollywood. Tom Sizemore var med i Natural Born Killers som Tarantino skrev manuset till, Chris Penn var med i Reservoir Dogs och Dennis Hopper var med i Hell Ride som Tarantino producerade.